# Bronsstaartpluimkolibrie
De bronsstaartpluimkolibrie (Chalybura urochrysia) is een vogel uit de familie Trochilidae (kolibries).

## Verspreiding en leefgebied
Deze soort komt voor van Nicaragua tot zuidwestelijk Ecuador en telt drie ondersoorten:
- C. u. melanorrhoa: Nicaragua en Costa Rica.
- C. u. isaurae: oostelijk en westelijk Panama en noordwestelijk Colombia.
- C. u. urochrysia: van zuidoostelijk Panama, het noordelijke deel van Centraal-en westelijk Colombia tot noordwestelijk Ecuador.